# Erotílids
Els erotílids (Erotylidae) són una família de coleòpters cosmopolita que té més de 280 gèneres i més de 3500 espècies, sent una de les més diverses de la superfamília Cucujoidea.

## Taxonomia
La família del erotílids es subdivideix en sis subfamílies:
- Subfamília Xenoscelinae Ganglbauer, 1899
- Subfamília Pharaxonothinae Crowson, 1952
- Subfamília Loberinae Bruce, 1951
- Subfamília Languriinae Hope, 1840
- Subfamília Cryptophilinae Casey, 1900
- Subfamília Erotylinae Latreille, 1802